# Samobor

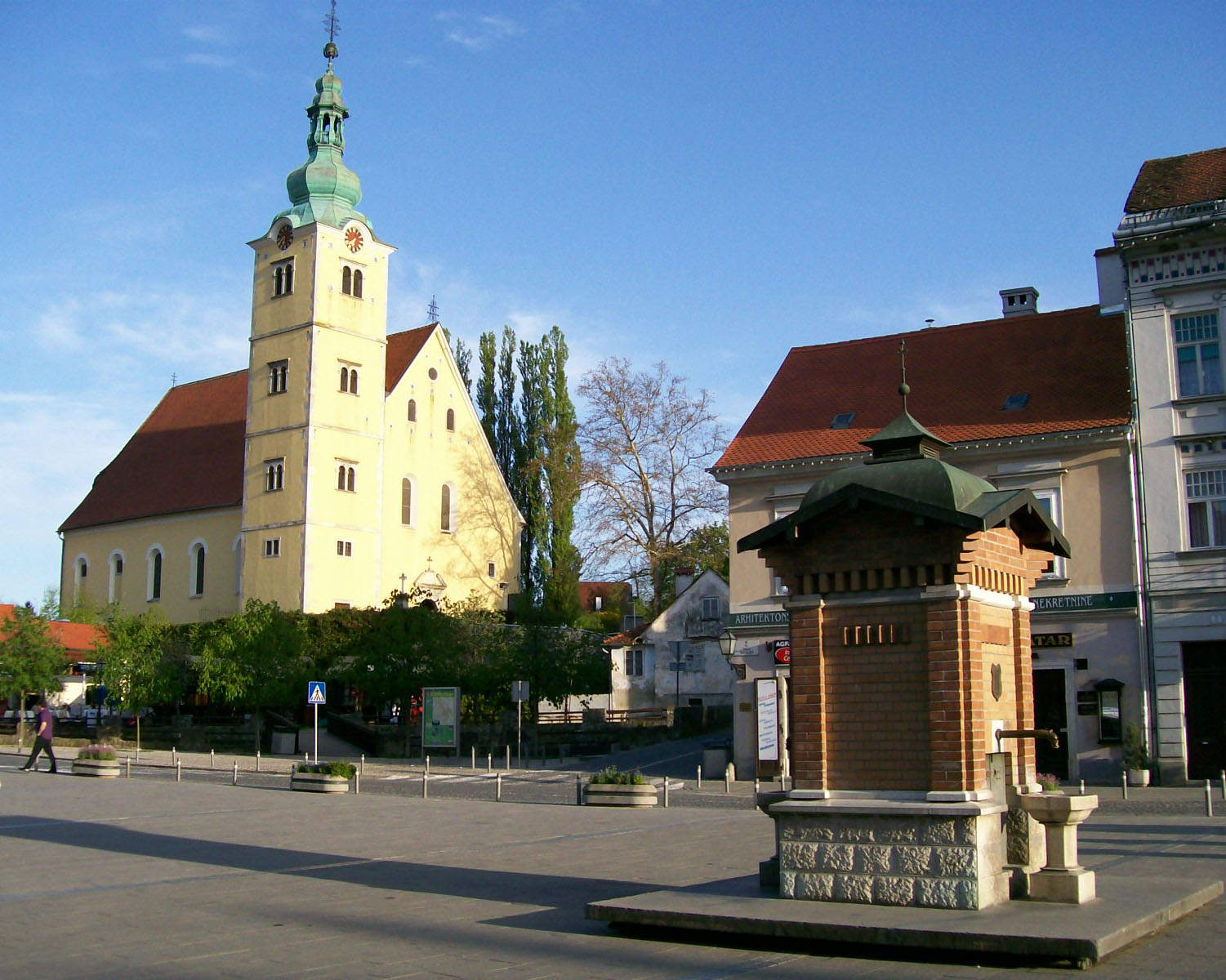
Kirche Hl. Anastasia vom Marktplatz aus gesehen

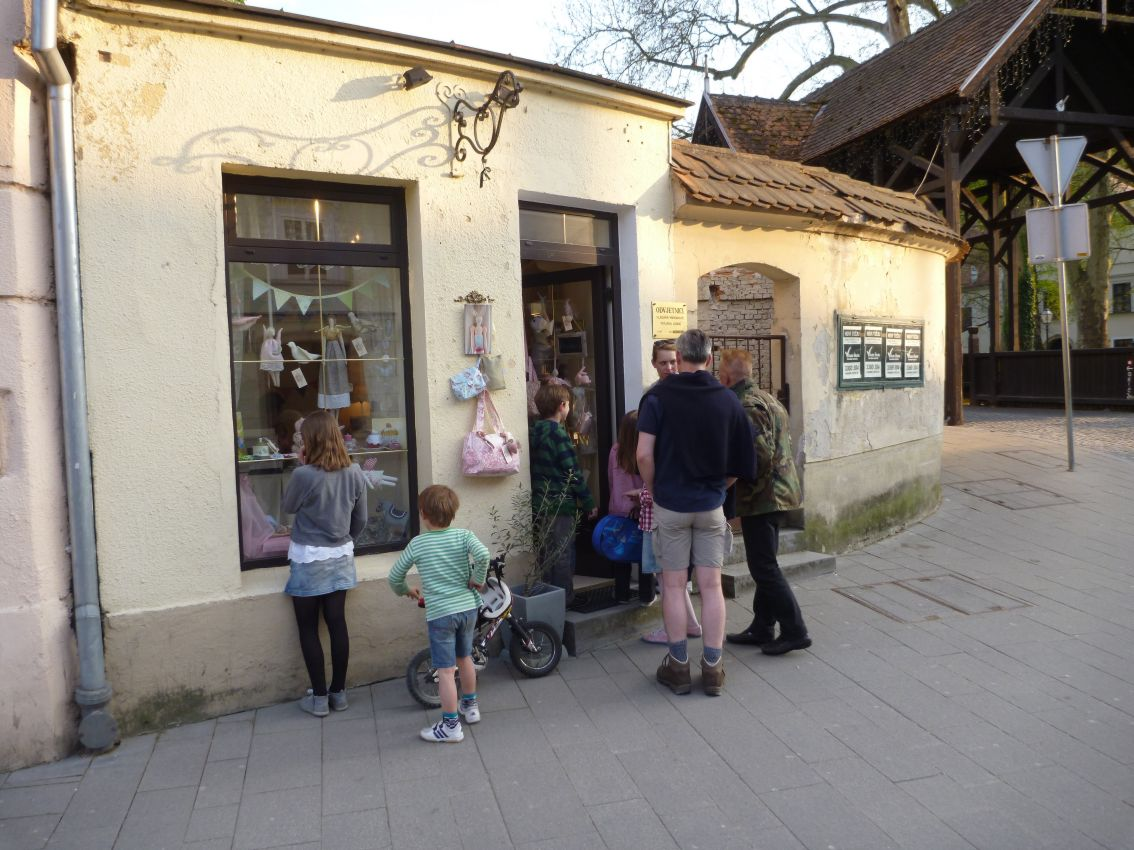
„Angelus beatus“ und die hölzerne Stadtbrücke

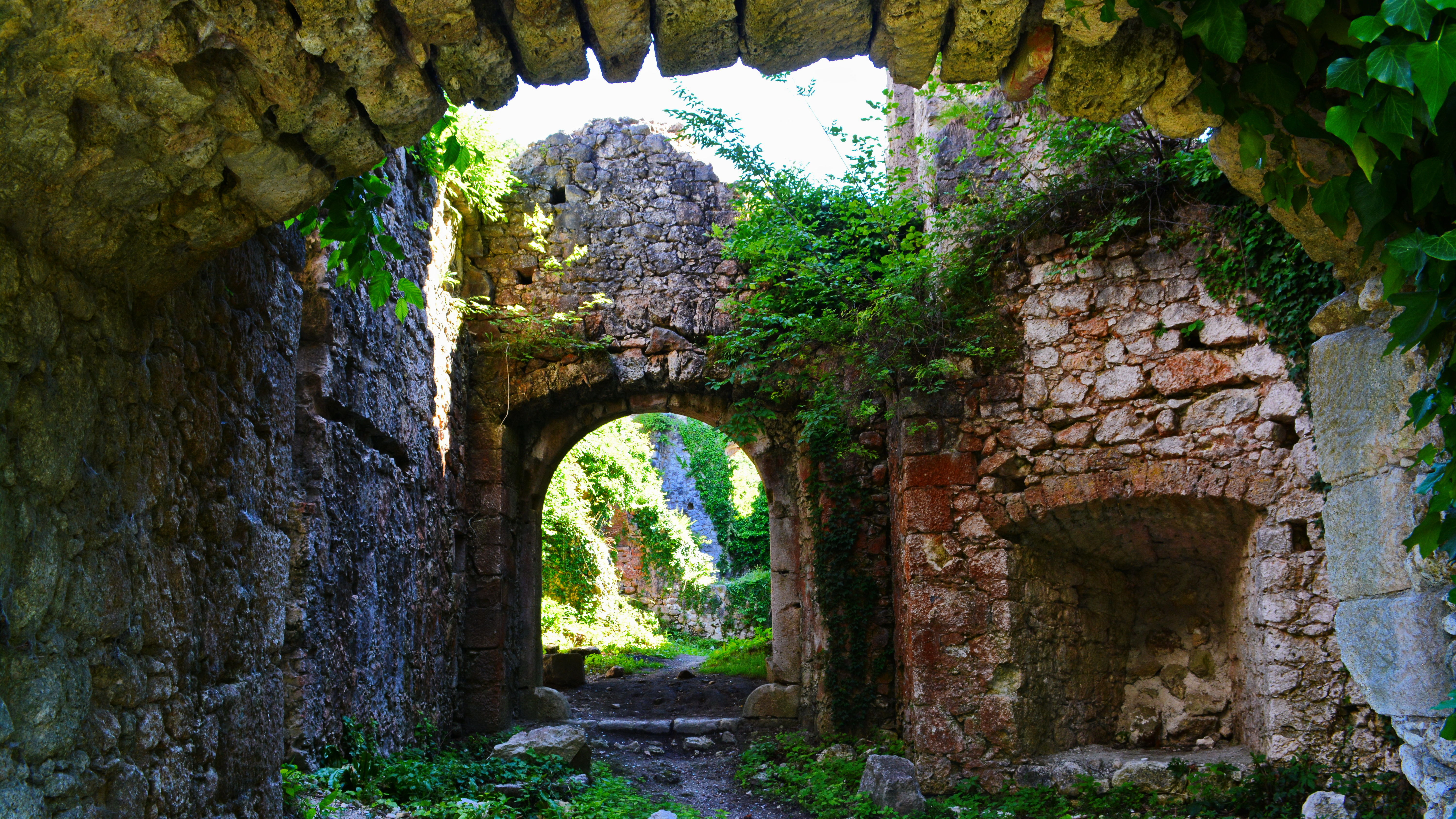
Die Burgruine Samobor

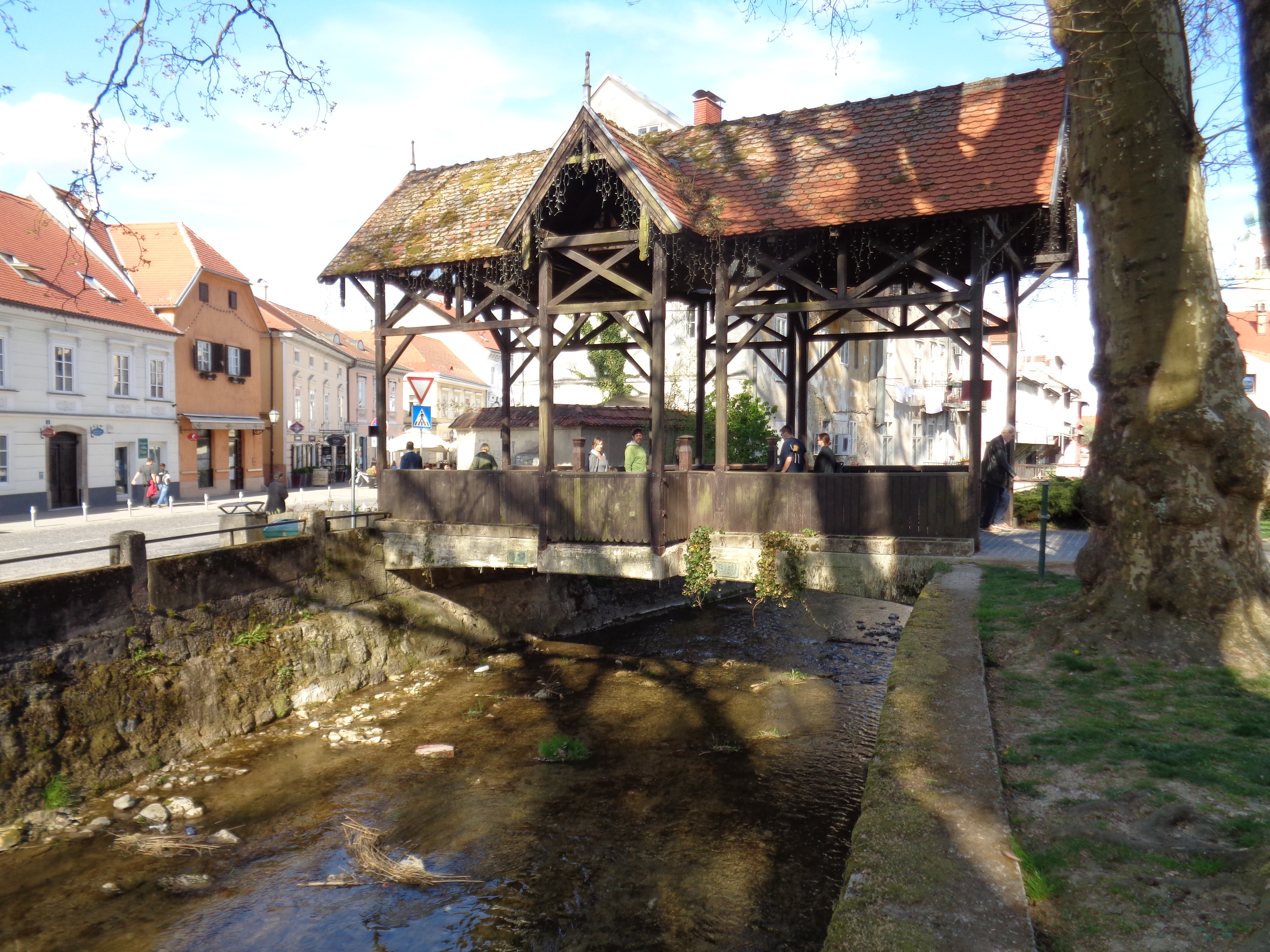
Alte Brücke über den Fluss Gradna

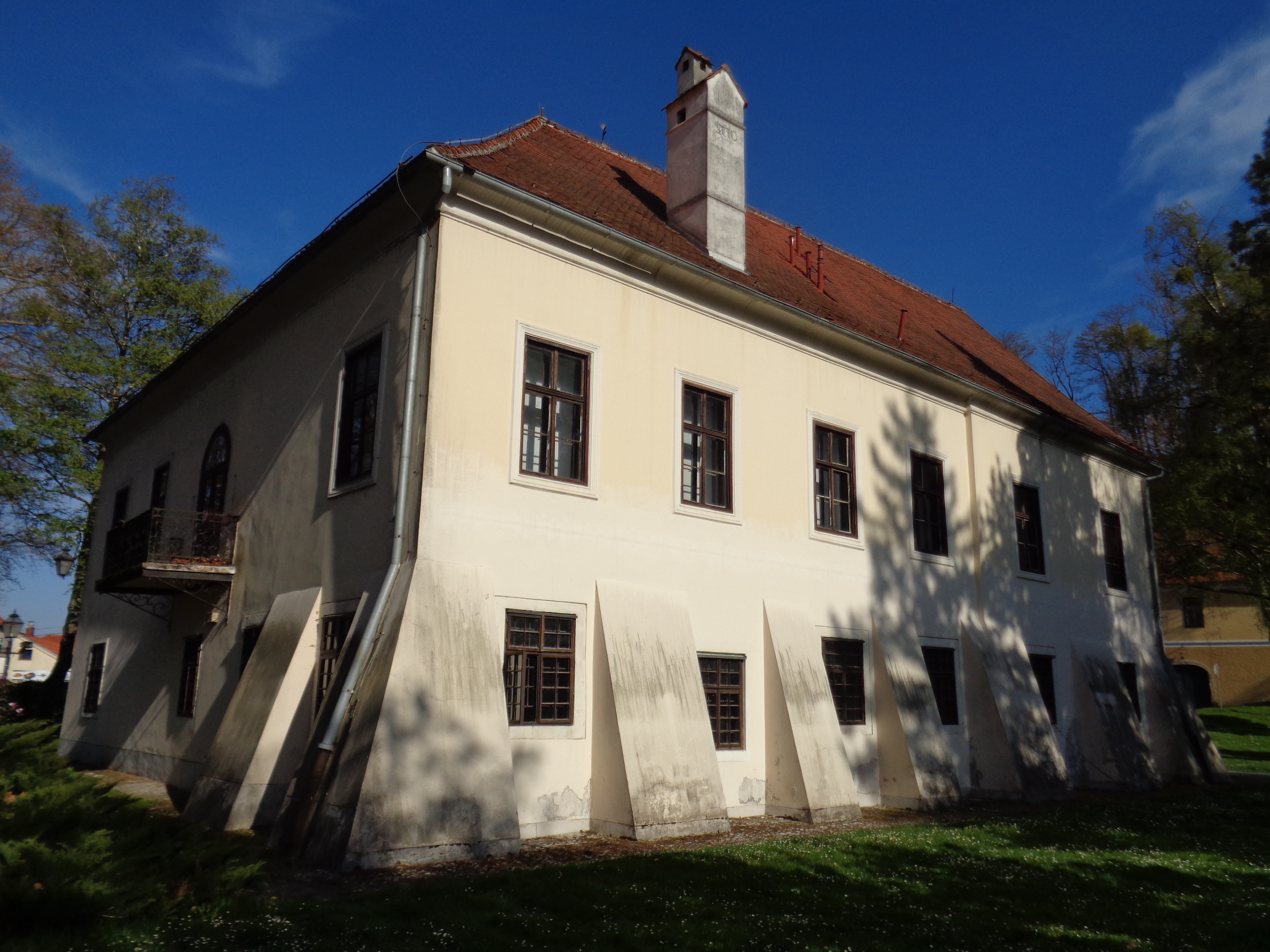
Schloss Livadić – heute Stadtmuseum Samobor

Samobor ist eine Stadt in Kroatien in der Gespanschaft Zagreb und wurde im Jahr 1242 erstmals urkundlich erwähnt.

## Geschichte
Samobor erhielt bereits 1242 vom König Béla IV. (Ungarn) die Rechte einer „Freien Königlichen Stadt“
Nach dem Vertrag von Karlowitz aus dem Jahr 1699 fiel „Szamobor“ an die Habsburger Monarchie und wurde Teil von Transleithanien. Nach dem Österreichisch-Ungarischen Ausgleich von 1867 wurde Samobor bis Ende des Ersten Weltkriegs Teil des Königreichs Kroatien und Slawonien.
In der Stadt existierte während des Zweiten Weltkriegs das Sammellager Samobor.

## Geographie
Samobor liegt am Fuß des Naturparkes Žumberak-Samoborsko gorje nahe der slowenischen Grenze und an dem kleinen Fluss Gradna sowie an der Save.
Der höchste Punkt der Stadt liegt in Dragonoš bei 742 m ü. NN.

### Klima
| Mittlere Temperatur:                     | 10,9 °C                                       |
| Kältester Monat:                         | Januar (durchschnittlich 0,2 °C)              |
| Wärmster Monat:                          | Juli (durchschnittlich 21,1 °C)               |
| Höchste vermerkte Temperatur:            | 37,0 °C (Juli 1983 und August 1993)           |
| Niedrigste vermerkte Temperatur:         | −25,6 °C (Januar 1985)                        |
| Jahresniederschlagsdurchschnitt:         | 1078,6 mm (89,88 mm monatlich)                |
| Regnerischster Tag:                      | im Oktober 1983 (84,2 mm)                     |
| Größte Schneemenge in einem Monat:       | im März 1986 (66 cm)                          |
| Jahresdurchschnitt der wolkenlosen Tage: | 52,8 Tage                                     |
| Durchschnittlich wolkenlosester Monat:   | August (8,4 wolkenlose Tage)                  |
| Wolkenlosestes Jahr:                     | 1992 (85 wolkenlose Tage)                     |
| Wolkenlosester Monat:                    | Oktober 1992 (20 wolkenlose Tage)             |
| Jahresdurchschnitt wolkiger Tage:        | 113,3 Tage                                    |
| Durchschnittlich wolkigster Monat:       | Dezember (16,2 wolkige Tage)                  |
| Wolkigstes Jahr:                         | 1996 (165 wolkige Tage)                       |
| Wolkigster Monat:                        | Januar 1996 und Januar 1997 (28 wolkige Tage) |

### Städte und Dörfer in der Großgemeinde
Der Stadt Samobor gehören 77 Gemeinden an: Beder, Bobovica, Braslovje, Bratelji, Bregana, Breganica, Brezovac Žumberački, Budinjak, Bukovje Podvrško, Celine Samoborske, Cerje Samoborsko, Cerovica, Dane, Dolec Podokićki, Domaslovec, Draganje Selo, Dragonoš, Drežnik Podokićki, Dubrava Samoborska, Falašćak, Farkaševec Samoborski, Galgovo, Golubići, Gornja Vas, Gradna, Grdanjci, Gregurić Breg, Hrastina Samoborska, Jarušje, Javorek, Kladje, Klake, Klokočevec Samoborski, Konšćica, Kostanjevec Podvrški, Kotari, Kravljak, Lug Samoborski, Mala Jazbina, Mala Rakovica, Mali Lipovec, Manja Vas, Medsave, Molvice, Noršić Selo, Novo Selo Žumberačko, Osredek Žumberački, Osunja, Otruševec, Pavučnjak, Petkov Breg, Podgrađe Podokićko, Podvrh, Poklek, Rakov Potok, Rude, Samobor, Samoborski Otok, Savršćak, Selce Žumberačko, Sječevac, Slani Dol, Slapnica, Slavagora, Smerovišće, Stojdraga, Sveti Martin pod Okićem, Šimraki, Šipački Breg, Tisovac Žumberački, Velika Jazbina, Velika Rakovica, Veliki Lipovec, Višnjevec Podvrški, Vratnik Samoborski, Vrbovec Samoborski und Vrhovčak.

## Einwohnerentwicklung
Die erste Einwohnerzählung fand im Jahr 1857 statt.
| Jahr | Einwohner |
| ---- | --------- |
| 1857 | 13.690    |
| 1869 | 15.226    |
| 1880 | 16.548    |
| 1890 | 18.607    |
| 1900 | 18.783    |
| 1910 | 20.275    |
| 1921 | 19.806    |
| 1931 | 21.953    |

| Jahr | Einwohner |
| ---- | --------- |
| 1948 | 23.821    |
| 1953 | 25.451    |
| 1961 | 27.103    |
| 1971 | 28.469    |
| 1981 | 32.887    |
| 1991 | 35.017    |
| 2001 | 36.206    |
| 2011 | 37.633    |

## Verkehr
Der früher wenige hundert Meter nördlich des zentral gelegenen Trg Kralja Tomislava (König-Tomislav-Platz) gelegene Busbahnhof der Stadt Samobor (Autobusni kolodvor Samobor) wurde 2012 durch einen neuen, überdimensioniert erscheinenden Busbahnhof am nördlichen Stadtrand ersetzt, etwa einen Kilometer vom Stadtzentrum entfernt. Von dort bestehen zahlreiche Regionalbusverbindungen sowohl nach Zagreb als auch in umliegende Städte und Gemeinden, aber auch nationale Fernverbindungen (insbesondere von und nach Rijeka und Dalmatien).
Nördlich der Kernstadt verläuft die Autobahn A3, die Zagreb mit Ljubljana verbindet. Die zum Stadtzentrum nächstliegende Ausfahrt befindet sich in Sveta Nedelja, eine weitere in der zu Samobor gehörigen Gemeinde  Bobovica.
Samobor verfügt über keinen eigenen Eisenbahnanschluss. Der nächstliegende Fernbahnhof Zagreb Hauptbahnhof ist rund 20 km entfernt, die räumlich näher liegenden Bahnhöfe Brdovec und Zaprešić werden nur vom Regionalverkehr der Kroatischen Eisenbahnen bedient.
Von 1901 bis 1979 verkehrte eine Schmalspurbahn (bosnische Spur, 760 mm) zwischen Zagreb und Samobor. Die Trasse ist noch großenteils erhalten. Es gibt Bestrebungen, diese Bahn wieder aufzubauen.
Der Flughafen Zagreb ist rund 30 km entfernt.

## Städtepartnerschaften
Samobor unterhält mit folgenden Städten eine Städtepartnerschaft:
|  | Wirges, Deutschland (seit 1974)                    |
|  | Veles, Mazedonien (seit 1977)                      |
|  | Stari Grad, Kroatien (seit 1996)                   |
|  | Pécs, Ungarn (seit 2000)                           |
|  | Chassieu, Frankreich (seit 2007)                   |
|  | Parabiago, Italien (seit 2010, Kontakte seit 1966) |

## Sport
- NK Samobor

## Persönlichkeiten
- Ferdo Livadić (1799–1879), Komponist

### Erfolgreiche Sportler
- Nika Fleiss (* 1984), Ski Alpin
- Zrinka Ivanušević, Leichtathletik
- Iva Viktorija Šoštarić, Tennis
- Željko Vitko, Fußball
- Katarina Vukovic, Judo
- Helena Vukovic, Judo
- Lara Zvjetko, Judo